# Paraidya major
Paraidya major är en kräftdjursart som beskrevs av Sewell 1940. Paraidya major ingår i släktet Paraidya och familjen Tisbidae. Inga underarter finns listade i Catalogue of Life.